# Alessandro Di Rovasenda
Alessandro Giuseppe Gregorio Maria Di Rovasenda, Nobile dei conti del Melle, Signore di Rovasenda, Conte (Borgo San Dalmazzo, 13 febbraio 1858 – Borgo San Dalmazzo, 20 marzo 1943), è stato un avvocato e politico italiano.